# Lakota (popor)
Lakota ([laˈkˣota]; în lakota: Lakȟóta/Lakhóta) sunt un popor amerindian. Cunoscuți și sub denumirea de Teton Sioux (în lakota: Thítȟuŋwaŋ), aceștia reprezintă una dintre cele trei subculturi importante ale poporului Sioux. Teritoriile lor actuale sunt în Dakota de Nord și de Sud. Sunt vorbitori de  lakȟótiyapi - limba lakota, cea mai vestică dintre cele trei limbi siouane⁠(d).
Poporul Lakota este împărțit în șase grupuri sau „subtriburi”:
- Sičháŋǧu (Brulé)
- Oglála⁠(d)
- Itázipčho (Sans Arc)
- Húŋkpapȟa⁠(d) (Hunkpapa)
- Mnikȟówožu (Miniconjou)
- Sihásapa⁠(d) (Blackfeet sau Blackfoot)
- Oóhenuŋpa⁠(d) (Two Kettles)

Lista personalităților importante ale poporului Lakota îi includ pe Tȟatȟáŋka Íyotake (Sitting Bull) din Húnkpapȟa, Maȟpíya Ičáȟtagya (Touch the Clouds) din Miniconjou, Heȟáka Sápa (Black Elk⁠(d)) din Oglála, Maȟpíya Lúta (Red Cloud) din Oglala, Tȟašúŋke Witkó (Crazy Horse) din Oglála și Miniconjou, respectiv Siŋté Glešká (Spotted Tail) din Brulé. Din perioada contemporană, cea mai importantă figură este Russell Means din Oglála.

## Istorie

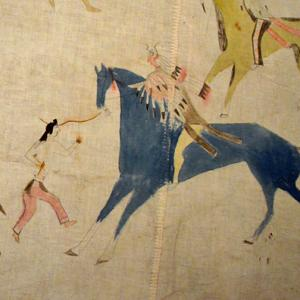
Scene de luptă pictate în interiorul unui (sfârșitul secolului XIX - începutul secolului XX)

Se bănuiește că vorbitorii de siouană⁠(d) își au originea fie în regiunea inferioară a fluviului Mississippi, fie în Valea Ohio. Aceștia au fost o societate agrară și se presupune că au făcut parte din civilizația constructorilor de movile⁠(d) între secolele IX-XII. Conform legendelor Lakota, aceștia erau stabiliți inițial în apropiere de Marile Lacuri: „Triburile Dakota trăiau în regiunea din jurul Lacului Superior în anii 1600, înainte să intre în contact cu europenii. În acest mediu împădurit, au supraviețuit din vânătoare, pescuit și cules de orez sălbatic”. La sfârșitul secolului al XVI-lea și începutul secolului al XVII-lea, vorbitorii de dakota-lakota trăiau în regiunea superioară a fluviului Mississippi, în statele Minnesota, Wisconsin, Iowa și Dakota⁠(d) de astăzi. Conflictele cu indienii Anishinaabe⁠(d) și Cree i-au forțat pe aceștia să migreze spre vest în Marile Câmpii spre sfârșitul secolului al XVII-lea.
Istoria timpurie a poporului lakota este înregistrată în calendarul iernilor⁠(d) (în lakota: waníyetu wówapi), calendare pictate pe piele de animale sau transcrise ulterior pe hârtie. „Calendarul iernilor Battiste Good” cuprinde istoria Lakota începând din 900 e.c., când White Buffalo Calf Woman⁠(d) a dăruit poporului pipa sacră.
În jurul anului 1730, indienii Lakota au preluat obiceiul călăritului - numind animalul šuŋkawakaŋ (în română „câine puternic/misterios/magnific) - de la poporul Cheyenne⁠(d). După ce au adoptat cultura cabalină⁠(d), indienii Lakota au început să vâneze călare bizoni. Populația totală a grupului Sioux (Lakota, Santee, Yankton și Yanktonai) a fost estimată la 28.000 în 1660 de exploratorii francezi. Populația Lakota a fost estimată la 8.500 în 1805; a crescut constant și a ajuns la 16.110 în 1881, unul dintre puținele triburi de amerindieni a cărui demografie nu a scăzut în secolul al XIX-lea. Numărul acestora a crescut la peste 170.000 în 2010, dintre care aproximativ 2.000 încă vorbesc limba lakota (lakȟótiyapi).
După 1720, poporul Lakota s-a împărțit în două grupuri importante:
- Saône - stabilit în zona lacul Traverse⁠(d) la granița dintre statele Dakota de Sud, Dakota de Nord și Minessota,
- Oglála-Sičháŋǧu - stabilit în valea râului James⁠(d).

Cu toate acestea, în jurul anului 1750, Saône se mutase pe malul de est al fluviului Missouri, fiind urmat 10 ani mai târziu de Oglála și Brulé (Sičháŋǧu).
Puternicele așezări ale triburilor Arikara⁠(d), Mandan și Hidatsa⁠(d) au împiedicat pentru multă vreme trecerea fluviului Missouri de către Lakota. Totuși, marea epidemie de variolă din 1772-1780 a distrus trei sferturi din populația lor. Prin urmare, au traversat fluviul către preriile uscate ale Marilor Câmpii, iar nou-veniții Saône s-au răspândit repede în întreg teritoriul. În 1765, un grup războinici aflați sub conducerea căpeteniei Standing Bear au descoperit lanțul montan Black Hills⁠(d) (Paha Sapa), iar apoi teritoriul poporului Cheyenne. Zece ani mai târziu, Oglála și Brulé au traversat fluviul Missouri. Constrânși de prezența triburilor Lakota, Cheyenne s-au îndreptat spre vest în ținutul Powder River.
Prima întâlnire dintre coloniștii europeni și triburile Lakota a avut loc în timpul expediției lui Lewis și Clark din 1804–1806. Amerindienii nu le-au permis exploratorilor să-și continue drumul, iar aceștia s-au pregătit să-i înfrunte; totuși, lupta nu a avut loc.
Unele triburi ale poporului Lakota au sprijinit militar Armata Statelor Unite în conflictul intertribal desfășurat la vest de Missouri, în timpul războiului Arikara⁠(d) din 1823.
În 1843, triburile sudice Lakota au atacat așezarea căpeteniei Pawnee⁠(d) Blue Coat situată lângă râul Loup⁠(d) din Nebraska; au răpus numeroși războinici și au distrus jumătate din movile⁠(d). În 1873, aceiași indieni aveau să fie masacrați⁠(d) de Lakota lângă râul Republican.
Jumătate de secol mai târziu, după ce Statele Unite au construit Fortul Laramie⁠(d) fără acordul amerindienilor pe teritoriile Lakota, cele două părți au încheiat o înțelegere - Tratatul de la Fortul Laramie din 1851 - pentru a proteja coloniștii europeni aflați în drum spre Oregon. Triburile Cheyenne și Lakota atacaseră înainte grupuri de coloniști, deoarece le încălcau teritoriile și consumau resursele din regiune. Tratatul de la Fortul Laramie a recunoscut Marile Câmpii ca fiind teritoriu Lakota, iar cetățenilor americani li s-a permis să călătorească spre Oregon în siguranță.
În ciuda tratatului, Guvernul Statelor Unite le-a permis coloniștilor să-și construiască așezări pe teritoriile indiene, iar diverse triburi, inclusiv Lakota, au început să organizeze raiduri împotriva lor. La insistențele opiniei publice, armata americană a hotărât să ia măsuri. La 3 septembrie 1855, 700 de soldați aflați sub comanda generalului William S. Harney⁠(d) au atacat un sat Lakota din Nebraska, omorând aproximativ 100 de bărbați, femei și copii, răzbunare pentru masacrul Grattan⁠(d). Au urmat alte „războaie” de scurtă durată, iar în 1862-1864, supraviețuitorii Războiul Dakota din 1862 din Minnesota au plecat spre vest în teritoriile aliaților din Montana și teritoriul Dakota. După Războiul Civil American, numărul de așezări ilegale din teritoriile indiene a crescut și o nouă serie de conflicte a luat naștere.

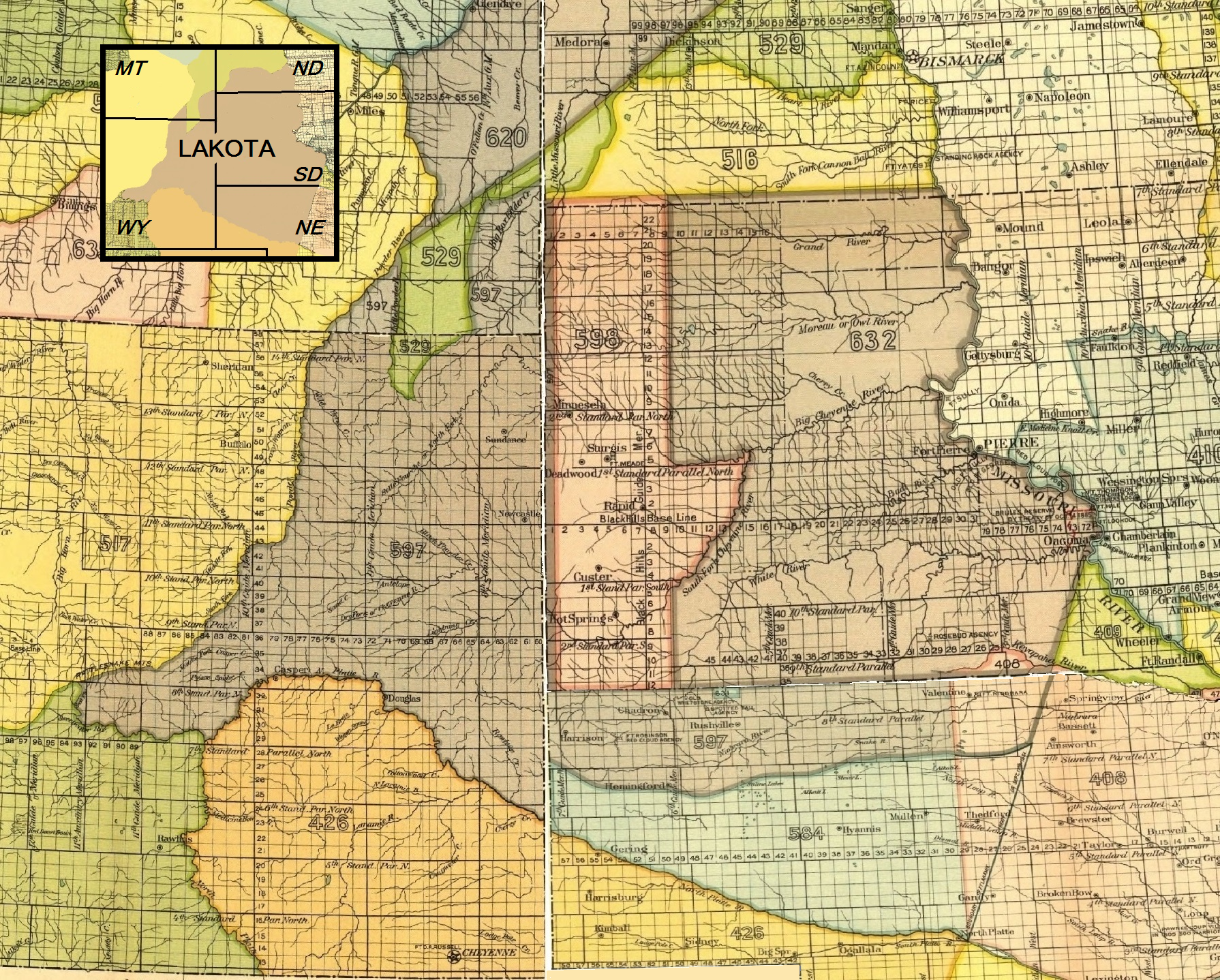
Teritoriul Lakota conform Tratatului de la Fortul Laramie din 1851.

Lanțul muntos Black Hills era considerat ținut sacru de triburile Lakota și mineritul nu era permis. Între 1866 și 1868, armata americană a luptat cu Lakota și aliații lor de-a lungul traseului Bozeman⁠(d) din cauza forturilor construite acolo cu scopul de a proteja minerii din zonă. Căpetenia Oglala Red Cloud a obținut o victorie pentru semenii săi în războiul Râul Powder. În 1868, Statele Unite au semnat Tratatul de la Fortul Laramie din 1868, conform căruia coloniștilor albi le era interzisă construirea de așezări în Black Hills. Patru ani mai târziu, în regiune au fost descoperite zăcăminte de aur și prospectorii au început să apară în zonă
Conflictele dintre forțele militare americane și triburile amerindiene s-au reluat. Generalul Philip Sheridan și-a încurajat trupele să vâneze și să ucidă bizoni în încercarea de a „distruge simbolul indienilor”.
Triburile aliate Lakota, Arapaho⁠(d) și Cheyenne-ii nordici⁠(d) au fost implicate în numeroase bătălii după 1860. Au luptat împotriva armatei generalului George Crook⁠(d) în Bătălia de la Rosebud⁠(d), împiedicând astfel descoperirea taberei lor. O săptămână mai târziu, au învins regimentul 7 cavalerie⁠(d) aflat sub conducerea locotenent-colonelului George A. Custer în Bătălia de la Little Bighorn din 1876. Triburile, în fruntea cărora era căpetenia Crazy Horse, au ucis 258 de soldați, distrugând întreg batalionul lui Custer și mai mult de 50% din regiment.
Lakota și aliații lor nu s-au bucurat de victoria obținută pentru multă vreme. Congresul Statelor Unite a aprobat fonduri pentru extinderea armatei cu 2.500 de soldați. Aceasta a învins triburile Lakota în mai multe bătălii, ultima fiind Marele Război Sioux din 1876. În cele din urmă, triburile au fost transferate în rezervații, li s-a interzis să vâneze bizoni în afara acestor teritorii și au fost forțați să accepte alimentele distribuite de guvern.
În 1877, o parte din triburile Lakota au semnat un tratat prin care Black Hills erau cedau Statelor Unite; totuși, natura acestui tratat și ratificarea sa sunt subiecte controversate. Numărul căpeteniilor Lakota, care au semnat acest acord, este disputat. Conflicte minore au continuat să apară în lanțul muntos, Paisprezece ani mai târziu, Sitting Bull este ucis în rezervația Standing Rock⁠(d) pe 15 decembrie 1890. Armata Statelor Unite atacă tribul Mnicojouu condus de Spotted Elk (alias Bigfoot) pe 29 decembrie 1890, la Pine Ridge, omorând 153 de persoane (estimările tribale sunt mai mari), inclusiv femei și copii. Acest eveniment este astăzi cunoscut sub denumirea de masacrul de la Wounded Knee .
Astăzi, poporul Lakota locuiește cu precădere în cele cinci rezervații din vestul Dakotei de Sud:
- Rezervația indiană Pine Ridge⁠(d) - Oglála, cel mai mare trib Lakota.
- Rezervația indiană Rosebud⁠(d) - Upper Sičhánǧu sau Brulé.
- Rezervația indiană Lower Brule⁠(d) - Lower Sičhaŋǧu.
- Rezervația indiană Cheyenne River⁠(d) - mai multe triburi Lakota: Mnikȟówožu, Itázipčho, Sihásapa și Oóhenumpa.
- Rezervația indiană Standing Rock⁠(d) - Húŋkpapȟa și membrii altor triburi

## Mișcarea de independență
Lakota face parte din grupul națiunilor tribale care au organizat proteste și au propus înființarea unor mișcări de independență, în special de la mijlocul până la sfârșitul secolului al XX-lea. Aceștia revendicau lanțul montan Black Hills confiscat ilegal de guvernul federal în secolul al XIX-lea.
În 1980, Curtea Supremă le-a dat dreptate și a decis în cazul United States v. Sioux Nation of Indians⁠(d) să acorde o compensație în valoare de 122 de milioane de dolari unor triburi de amerindieni Sioux pentru revendicările lor teritoriale⁠(d). Cele opt triburi au refuzat însă banii și au continuat să lupte pentru recuperarea legală a teritoriilor. Suma a rămas în contul Biroul Afacerilor Indiene⁠(d) și a continuat să acumuleze dobândă compusă. Începând din 2011, suma a ajuns la peste 1 miliard de dolari.
În septembrie 2007, Organizația Națiunilor Unite a adoptat o Declarație cu privire la drepturile popoarelor indigene⁠(d). Canada, Statele Unite, Australia și Noua Zeelandă au refuzat să semneze documentul.
Pe 20 decembrie 2007, un grup de protestatari numit Lakota Freedom Delegation - în fruntea cărora era activistul Mișcării Amerindiene Russell Means - a călătorit la Washington D.C. pentru a anunța retragerea Lakota Sioux din toate tratatele încheiate cu Guvernul Statelor Unite. Acești activiști nu aveau însă nicio funcție în guvernele tribale alese.
Liderii oficiali ai Lakota nu au sprijinit propunerea, iar președintele tribal al Rosebud Lakota - Rodney Bordeauxx - a declarat că „nu susținem activitățile lui Means și ale grupului său, iar aceștia nu au sprijinul niciunui guvern tribal cunoscut mie. Aceștia nu vorbesc în numele nostru”.
Means a proclamat „Republica Lakotah” ca stat suveran, în granițele sale fiind cuprinse teritorii din Dakota de Sud, Dakota de Nord, Nebraska, Wyoming și Montana. Grupul a declarat că nu reprezintă sau acționează în numele guvernelor tribale constituite de Biroul Afacerilor Indiene sau acceptate de triburile Lakota.
„Lakota Freedom Delegation” nu includea lideri aleși de triburi. Means a candidat pentru funcția de președinte al tribului Ogllala Sioux, însă a pierdut alegerile de două ori. Mai multe guverne tribale au declarat public că se distanțează de declarația de independență. Unii au spus că urmăresc îndeaproape acțiunile mișcări de independență, dar niciun guvern tribal ales nu a susținut propunerea.

## Rezervații
Rezervațiile Lakota recunoscute de guvernul Statelor Unite⁠(d) includ:
- Oglála (Rezervația indiană Pine Ridge, Dakota de Sud și Nebraska)
- Sicangu (Rezervația indiană Rosebud, Dakota de Sud)
- Hunkpapa (Rezervația indiană Standing Rock, Dakota de Nord și Dakota de Sud)
- Miniconjou (Rezervația Cheyenne River Sioux⁠(d), Dakota de Sud)
- Itazipco (Rezervația Cheyenne River Sioux, Dakota de Sud)
- Siha Sapa (Rezervația Cheyenne River Sioux, Dakota de Sud)
- Ooinunpa (Rezervația Cheyenne River Sioux, Dakota de Sud)

Unii locuiesc și în alte rezervații Sioux din estul statului Dakota de Sud, Minnesota și Nebraska:
- Rezervația indiană Santee⁠(d) în Nebraska
- Rezervația indiană Crow Creek⁠(d) din centrul Dakotei de Sud
- Rezervația indiană Yankton⁠(d) din centrul Dakotei de Sud
- Rezervația indiană Flandreau⁠(d) din estul Dakotei de Sud
- Rezervația indiană Lake Traverse⁠(d) din nord-estul Dakotei de Sud și sud-estul Dakotei de Nord
- Rezervația indiană Lower Sioux⁠(d) din Minnesota
- Rezervația indiană Upper Sioux⁠(d) din Minnesota
- Rezervația indiană Shakopee-Mdewakanton⁠(d) din Minnesota
- Rezervația indiană Prairie Island⁠(d) din Minnesota

Mai mulți Lakota trăiesc în rezervația Wood Mountain First Nation⁠(d), situată lângă Parcul Regional Wood Mountain⁠(d) din Saskatchewan, Canada.